# Libaja
Libaja je bil kralj Starega asirskega cesarstva, ki je vladal od 1690 pr. n. št. do 1674 pr. n. št. Bil je sin in naslednik Bel-banija in drugi vladar iz Adasidske dinastije.  Bel-bani je prišel na prestol po izgonu Babiloncev in Amoritov iz Asirije.
O Libajevemu vladanju je malo znanega. Znano je samo to, da je v Asiriji takrat vladal relativen mir in da so bile razmere v državi dokaj stabilne.

## Sklica
1. ↑  K.R. Veenhof (2008). Mesopotamia: The Old Assyrian Period. Vandenhoeck & Ruprecht. str. 24.
2. ↑  Georges Roux. Ancient Iraq.

## Vir
- K.R. Veenhof (2008). Mesopotamia: The Old Assyrian Period. Vandenhoeck & Ruprecht. str. 24.

| Libaja Adasidska dinastija |                                                        |                          |
| Vladarski nazivi           |                                                        |                          |
| Predhodnik: Bel-bani       | Kralj Starega asirskega cesarstva 1690–1674 pr. n. št. | Naslednik: Šarma-Adad I. |